# Cleorodes dentilinearia
Cleorodes dentilinearia là một loài bướm đêm trong họ Geometridae.